# ヘルベースビーターズ
『ヘルベースビーターズ』（Hellbassbeaters）は、ハロウィンのベーシストであるマーカス・グロスコフを中心としたヘヴィメタルプロジェクト、ベースインヴェイダーズが2008年に発表したアルバム。

## 解説
一切の6弦ギターを排除し、ボーカル、ドラムス、ベースのみで構成された実験的プロジェクトのファースト・アルバム。当初は3～4人程度を想定していたが、結果的にかなりの人数がゲスト参加している。作曲者によって様々なタイプの曲に仕上がっており、幅広いアルバムとなっている。
なお、日本盤の帯裏面の参加メンバーにヤン・エッカート（マスタープラン）の名前があるが、アルバム・リーフレット内の一覧、及び曲タイトル脇に付記された中に彼の名前はない。また、帯に名前のないJ.C.（キックハンター）がリーフレット参加メンバーに記載されている。

## 収録曲
1. アウェイクニング・オブ・ザ・ベースマシーン - AWAKENING OF THE BASSMACHINE
M/L：D.Schlächter
(B) D.Schlächter
2. ウィ・リヴ - WE LIVE
M/L：M.Grosskopf
(Vo) Apollo Papathanasio - (growl) J.C. / (Dr) Stefan Arnold / (B) M.Grosskopf - (fretless bass and solo) Marco Mendoza
3. アルマゲドン - ARMAGEDDON
M/L：M.Schirmer (Schmier)
(Vo) Schmier / (Dr) André Hilgers / (B) Schmier - (solo) DD Verni
4. ロマンス・イン・ブラック - ROMANCE IN BLACK
M/L：P.Wagner (Peavy)
(Vo) Peavy / (Dr) André Hilgers / (B) Peavy - (solo) Billy Sheehan
5. ゴッドレス・ゴッズ - GODLESS GODS
M：T.Such(T.Angelripper) & T.Hain / L：T.Such
(Vo) Tom Angelripper / (Dr) André Hilgers / (B) Tom Angelripper - (solo) Michael "Mülli" Müller
6. エンプティ・メモリーズ（ブレイキング・フリー） - EMPTY MEMORIES (BREAKING FREE)
M：M.Grosskopf / L：A.Papathanasio
(Vo) Appolo Papathanasio / (Dr) Stefan Arnold / (B) M.Grosskopf - (solo 1) M.Grosskopf - (Solo 2) Wyzard
7. ボイリング・ブラッド - BOILING BLOOD
M/L：M.Grosskopf
(Vo) Apollo Papathanasio / (Dr) Stefan Arnold / (B) M.Grosskopf - (Solo 1) Rudy Sarzo - (Twin solo 2) M.Grosskopf
8. ファー・トゥー・レイト - FAR TOO LATE
M/L：P.Wagner
(Vo) Peavy / (Dr) André Hilgers / (B) Peavy - (solo) Joey Vera
9. ジ・アスホール・ソング - THE ASSHOLE SONG
M/L：M.Grosskopf
(Vo) Jesper Binzer / (Dr) Stefan Arnold / (B) M.Grosskopf - (groovy bass) arrangement after first chorus：Stig Peterson - (doublebass) Lee Rocker
10. デッド・フロム・ジ・アイズ・ダウン - DEAD FROM THE EYES DOWN
M/L：T.Such
(Vo) Tom Angelripper / (Dr) André Hilgers / (B) Tom Angelripper - (solo) Nibbs
11. レイザーブレイド・ロマンス - RAZORBLADE ROMANCE
M/L：M.Schirmer
(Vo) Schmier / (Dr) André Hilgers / (B) Schmier - (solo) Tobias "Eggi" Exxel
12. ヴォイシズ - VOICES
M/L：M.Grosskopf
(Vo) Appolo Papathanasio / (Dr) Stefan Arnold / (B) M.Grosskopf - (solo) Jens Becker
13. イーグル・フライ・フリー - EAGLE FLY FREE
M/L：M.Weikath
(Vo) Appolo Papathanasio, J.C. verse 1 & 2 togheter with Apollo / (Dr) Stefan Arnold / (B) M.Grosskopf - (Solo) Dennis Ward

### ボーナス・トラック（日本盤）
1. サクリファイス - SACRIFICE
M/L：P.Baltes
All instruments & programming Peter Baltes

### ボーナス・トラック（海外盤）
1. TO HELL AND BACK AGAIN
M/L：S.Schlabritz EDITION SAXUS PINGO MUSIC MV
(Vo) J.C. - (backing v) Ela / (Dr) Karsten Kreppert / (B) M.Grosskopf - (Solo) Jan S.Eggert[3]

## 参加ミュージシャン

### メイン・メンバー
- マーカス・グロスコフ Markus Grosskopf - (B) ハロウィン。
- ピーター”ピーヴィ”ワグナー Peter "Peavy" Wagner - (Vo、B) レイジ。
- トム・エンジェルリッパー Tom Angelripper - (Vo、B) ソドム。
- マルセル・シュミーア Marcel "Schmieri" Schirmer - (Vo、B) デストラクション。

### ゲスト・メンバー

#### ボーカル
- アポロ・パパサナシオ Apollo Papathanasio - ファイアーウィンド、タイム・レクイエム、イーヴル・マスカレード、マジェスティック
- イエスパ・ビンザー Jesper Binzer - D-A-D
- J.C. - キックハンター

#### ドラム
- ステファン・アーノルド Stefan Arnold - グレイヴ・ディガー
- アンドレ・ヒルガース André Hilgers - アクシス、レイジ、サイレント・フォース

#### ベース
- リー・ロッカー Lee Rocker - ストレイ・キャッツ
- マルコ・メンドーサ Marco Mendoza - シン・リジィ、ドロレス・オリオーダン、ホワイトスネイク、テッド・ニュージェント
- D.D. ヴァーニ D.D. Verni - オーヴァーキル
- ビリー・シーン Billy Sheehan - スティーヴ・ヴァイ、MR. BIG、デイヴィッド・リー・ロス
- マイケル・ミュラー Michael Müller - ジェイデッド・ハート
- ルディ・サーゾ Rudy Sarzo - DIO、オジー・オズボーン、クワイエット・ライオット、ホワイトスネイク
- ウィザード Wyzard - マザーズ・フィネスト
- ジョーイ・ヴェラ Joey Vera - アーマード・セイント、フェイツ・ウォーニング、アンスラックス
- スティ・ペダーセン Stig Peterson - D-A-D
- ニッブス Nibbs - サクソン
- トビアス・エクセル Tobias Exxel - エドガイ
- ヤンス・ベッカー Jens Becker - グレイヴ・ディガー、ランニング・ワイルド
- デニス・ワード Dennis Ward - ピンク・クリーム69
- ピーター・バルテス Peter Baltes - アクセプト
- ディルク・シュレヒター Dirk Schlächter - ガンマ・レイ
- ヤン・エッカート Jan-Sören Eckert - マスタープラン、アイアン・セイヴィアー